# ITL Eisenbahngesellschaft

Logo der
ITL Eisenbahngesellschaft mbH
von 1998 bis 2010

Die ITL Eisenbahngesellschaft mbH (Internationale Transporte und Logistik) ist ein Eisenbahnverkehrsunternehmen mit Sitz in Dresden, das seit Dezember 2010 vollständig zur SNCF-Gruppe gehört und Teil des Captrain-Netzes ist.

## Unternehmensdaten
Die ITL wurde 1998 unter dem Namen „Import, Transport, Logistik“ als Familienunternehmen gegründet. Im April 2008 kaufte die SNCF 75 Prozent der Gesellschaftsanteile. Ab 1. Dezember 2010 gehört die ITL vollständig zu SNCF Geodis, der Transport- und Logistiksparte der französischen Staatsbahn. Inzwischen ist Captrain Deutschland (ebenfalls zu SNCF) Gesellschafter von ITL.
Bis zum 31. Dezember 2010 wurde das Unternehmen von Wilfried Schumacher und Uwe Wegat geleitet. Am 1. Januar 2011 schied Uwe Wegat aus dem Unternehmen aus und Michael Meinhardt wurde sein Nachfolger. Nach der vollständigen Übernahme der ITL durch die SNCF-Gruppe wurde Wilfried Schumacher mit Wirkung zum 1. April 2013 durch Jérôme Méline als Geschäftsführer abgelöst.
ITL-Tochterunternehmen sind:
- ITL Cargo GmbH, Dresden
- Captrain Polska Sp.z o.o., Wrocław (gegründet 2007 als ITL Polska Sp. z o.o)
- ITL-Železniční společnost Praha s.r.o., Prag (gegründet 2001)
- DBV-ITL s.r.o., Kolín (gegründet 1999; 50 % ITL-Beteiligung seit 2005)

## Betrieb
Im Güterverkehr befördert ITL vor allem Schüttgut wie Kies oder Splitt, Öl, Rohstoffe, Getreide, Container und Chemikalien. International werden unter anderem Containerzüge zwischen Rotterdam, Hamburg oder Bremerhaven nach Osteuropa, ebenso verschiedene andere Transporte von und nach Tschechien über Bad Schandau gefahren.
Darüber hinaus werden auch folgende Gleisanschlüsse bedient:
- Anschlussbahn an der Nossener Brücke in Dresden (seit 1. Oktober 2000),
- Steinbruch Oberottendorf an der Bahnstrecke Bautzen–Bad Schandau.
- AGRO Terminal Heidenau (Getreide-Ganzzüge Hamburg - Heidenau und zurück)

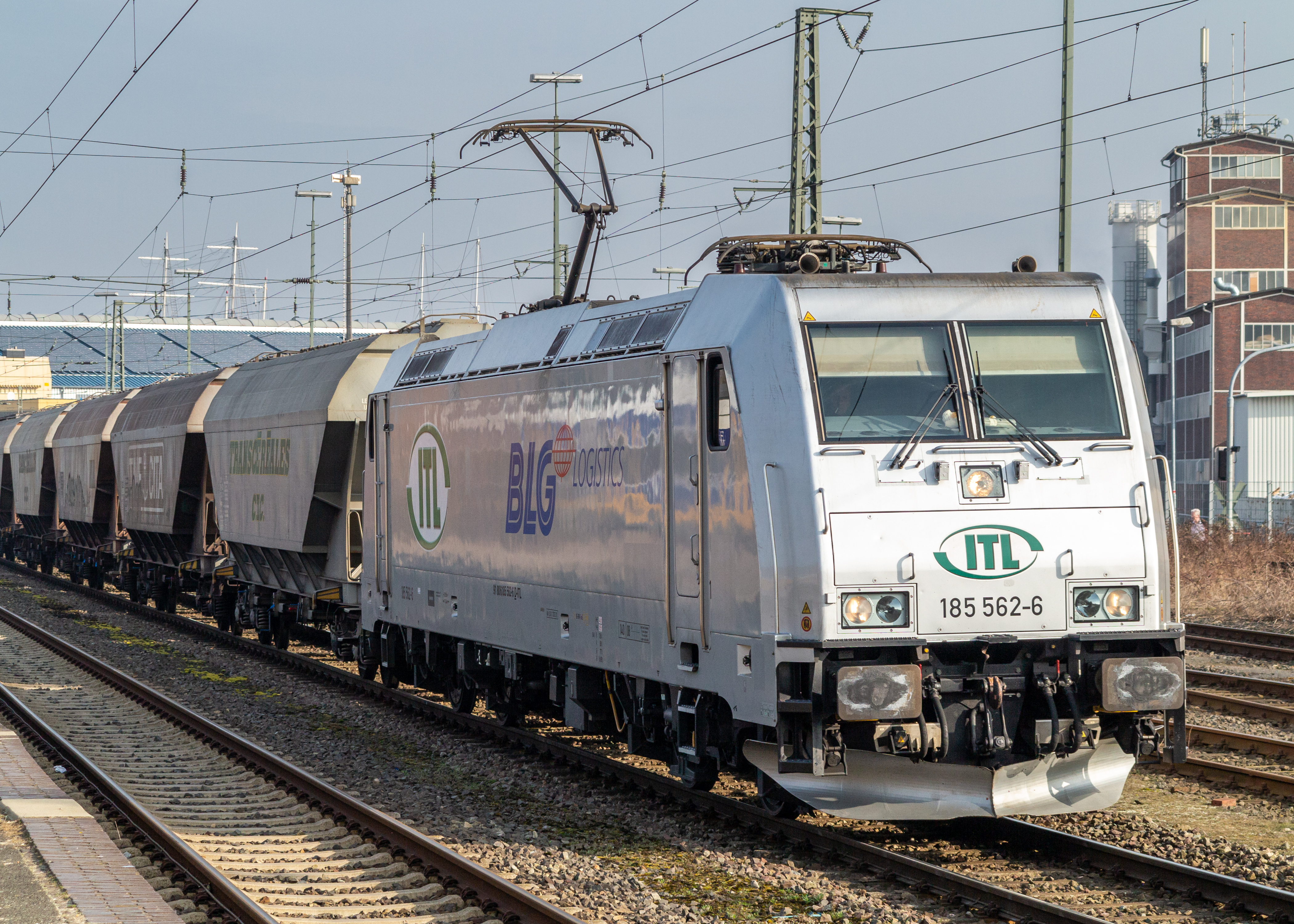
ITL-Zug in Brake/Utw.

Im ehemaligen Bahnbetriebswerk Kamenz besaß die ITL eine eigene Werkstatt, die 2013 aufgegeben wurde. Ein neues Betriebswerk befindet sich am Bahnhof Pirna.
Am 26. Juli 2012 waren zwei Züge der ITL an einem schweren Unfall im Bahnhof Hosena beteiligt, wobei ein auf dem Stellwerk arbeitender Mitarbeiter von DB Netz ums Leben kam. Die beteiligte Lok 186 140 war seit dem 30. August 2012 mit Totalschaden in Dresden gelagert. Inzwischen wurde sie ausgeschlachtet und verschrottet.

## Fahrzeuge

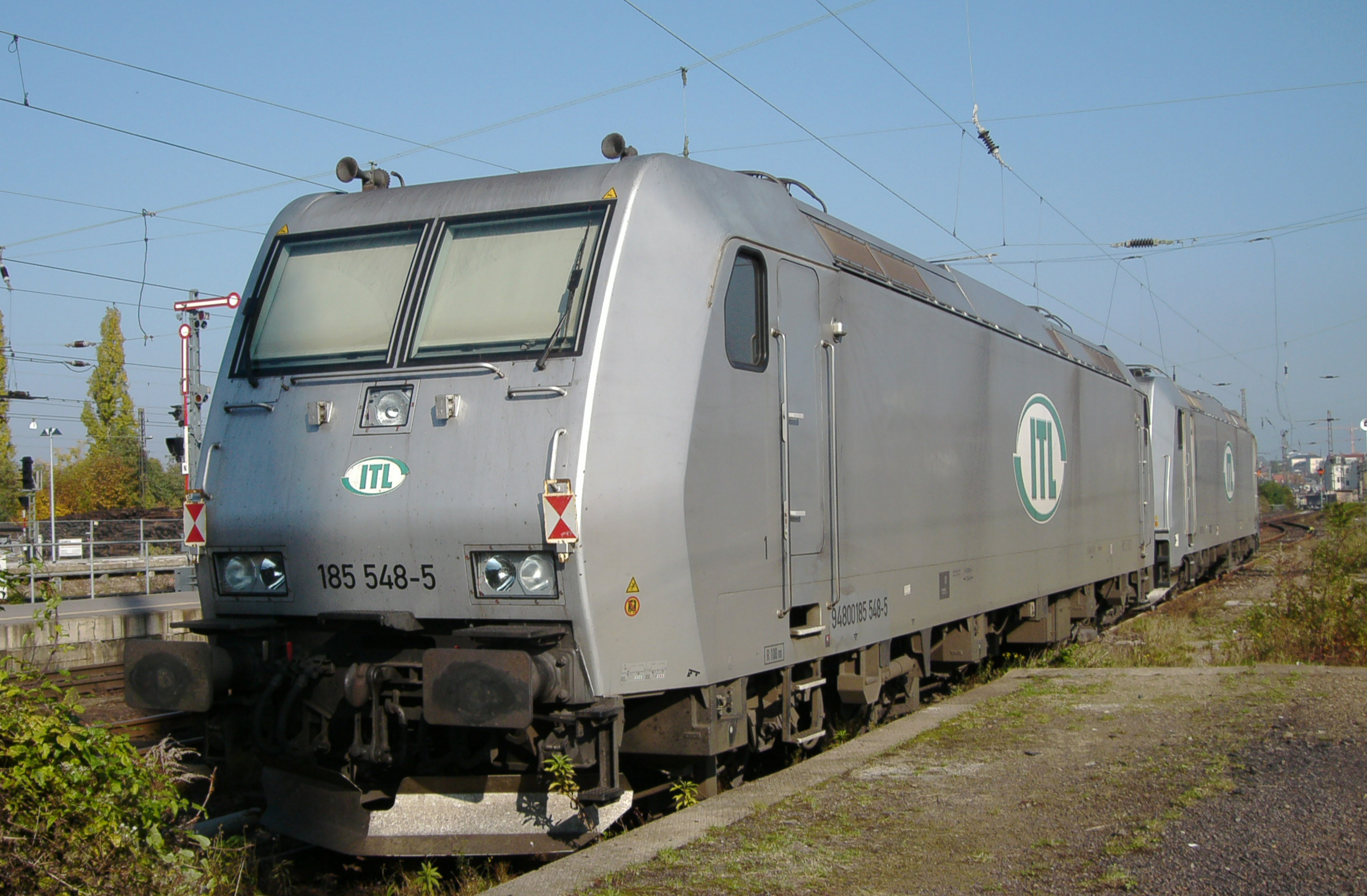
ITL 185 548

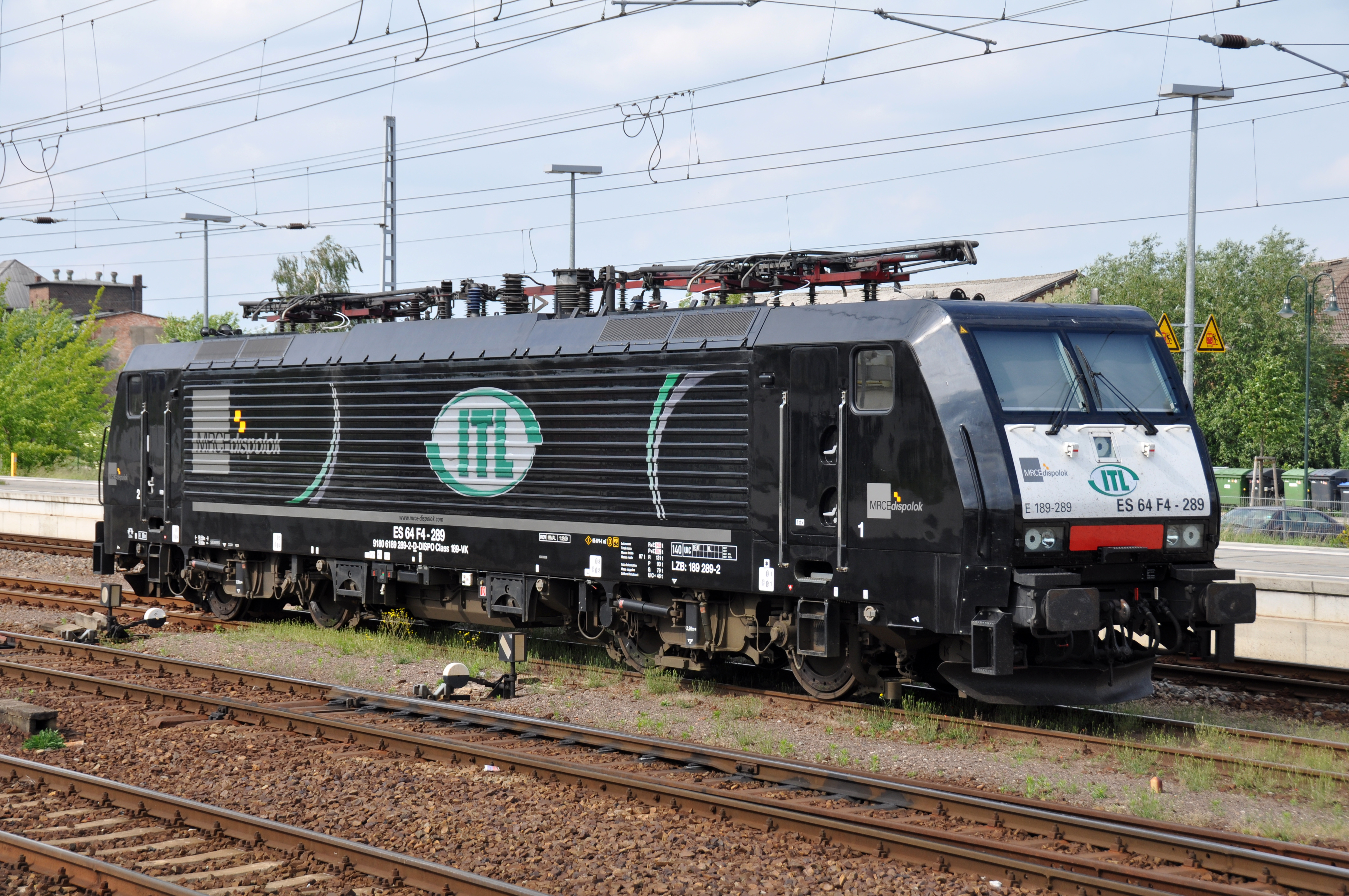
ES64F4

Die ITL Eisenbahngesellschaft mbH verfügt über einen ständig wachsenden Park an eigenen Lokomotiven und Wagen. Im Einsatz waren anfangs vor allem Diesellokomotiven der DR-Baureihen: Acht Stück V 60 D, eine V 100, zwei 132 sowie zwei Exemplare DE-AC33C („Blue Tiger“) und zwei BR 293 Bombardier ex V 100 Ost.
Die 118 552 der DR (118 002 der ITL) war eine der Zuglokomotiven des ehemaligen Regierungszuges. 118 004 (ex DR 118 124) wurde 2013 im ehemaligen Bw Kamenz verschrottet.
Daneben werden auf Fernstrecken gemietete und geleaste Elektrolokomotiven eingesetzt, dies sind zehn (Stand: 2012) Exemplare der Typenfamilie Traxx von Bombardier sowie sechs (Stand: 2012) EuroSprinter von Siemens. Von den EuroSprintern stammen zwei (Stand: 2012) aus dem MRCE-Pool (ES64F4). Weiterhin sind derzeit (2012) sechs Elektrolokomotiven der Baureihe 189 aus dem MRCE-Pool angemietet und sechs Diesellokomotiven der Baureihe 285 von Macquarie European Rail.

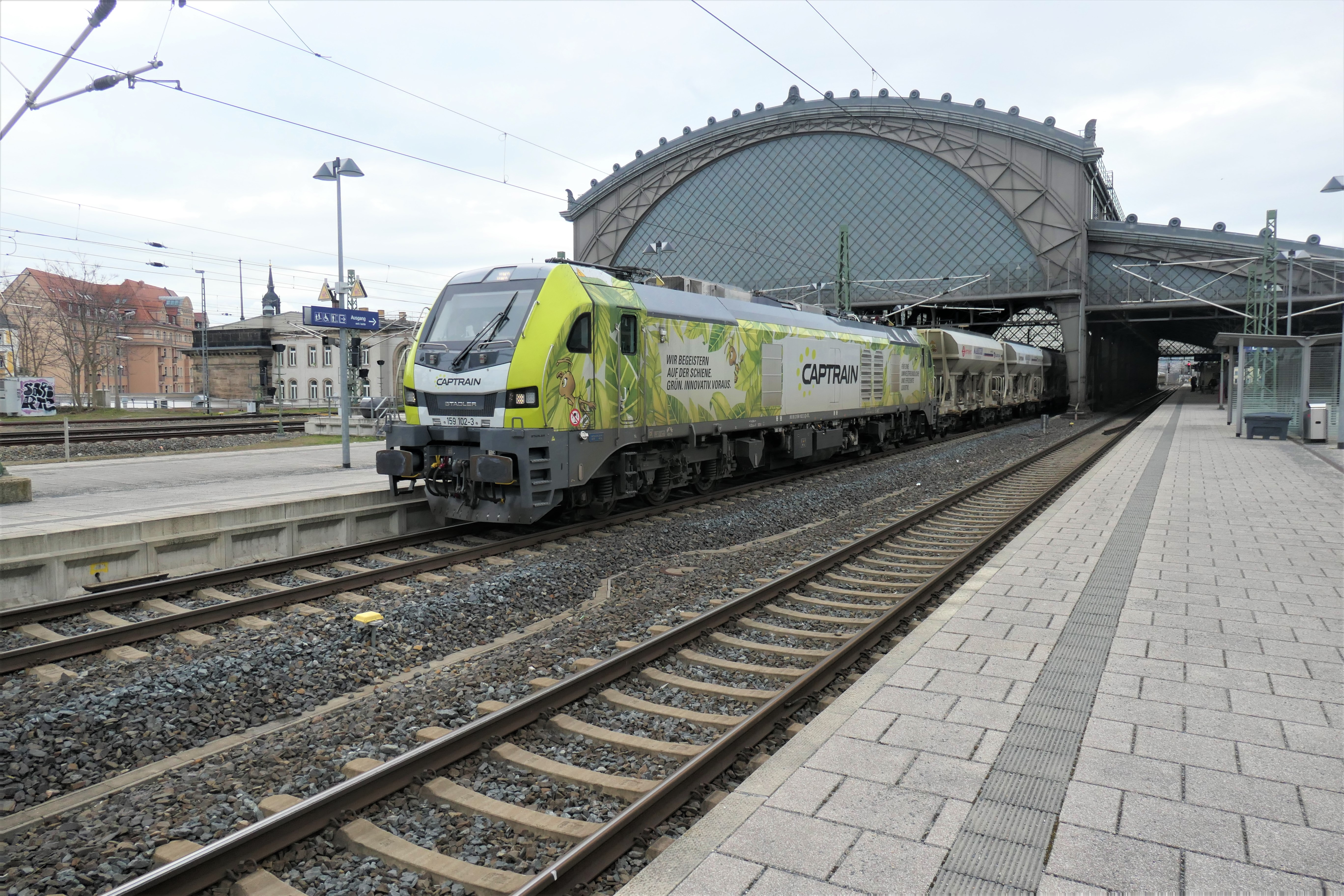
Captrain 2159 102 in Dresden-Neustadt

Die ITL beschaffte ab 2020 besonders für den Kombinierten Verkehr wie dem CargoBeamer für nicht elektrifizierte Strecken wie die Hafenbahn Dresden Zweikraftlokomotiven wie Stadler Eurodual und den Vectron Dual Mode. Mit diesen Fahrzeugen ist ein Zugverkehr ohne Lokwechsel von Kunde zu Kunde über Strecken mit oder ohne Elektrifizierung möglich. Durch ihren Einsatz wird der Betrieb von reinen Diesellokomotiven wie dem Blue Tiger auf elektrifizierten Strecken künftig beendet; sie werden für andere Aufgaben frei.